# پرچم‌های مسابقه
پرچم‌های مسابقات فرمول یک دسته ای از پرچم‌ها هستند که به یک ماشین یا به همه نشان داده می‌شود.

## پرچم‌ها و کاربردها
| پرچم                                                                               | نام                                           | Summary                                                            | Summary                                                           | Summary                                         | Summary                                                                   |
| پرچم                                                                               | نام                                           | مسابقات فیا                                                        | مسابقات اف‌آی‌ام                                                    | ایندی‌کار                                        | ناسکار                                                                    |
| ---------------------------------------------------------------------------------- | --------------------------------------------- | ------------------------------------------------------------------ | ----------------------------------------------------------------- | ----------------------------------------------- | ------------------------------------------------------------------------- |
|                                                                                    | سبز                                           | شروع مسابقه/پایان احتیاط/باز شدن پیت‌لین.                           | شروع مسابقه/پایان احتیاط/باز شدن پیت‌لین.                          | شروع مسابقه/پایان احتیاط/باز شدن پیت‌لین.        | شروع مسابقه/پایان احتیاط/باز شدن پیت‌لین.                                  |
|                                                                                    | سبز                                           |                                                                    | مسابقه با احتیاط شروع میشود.                                      |                                                 |                                                                           |
|                                                                                    | زرد                                           |                                                                    |                                                                   |                                                 |                                                                           |
| خطر در محیط پیست خطر بسته شدن مسیر اعمال سیفتی کار                                 | خطر در محیط پیست خطر بسته شدن مسیر            | Caution/Road Course Local Caution Road Course Full-Course Caution  | Caution/Road Course Local Caution Road Course Full-Course Caution |                                                 |                                                                           |
|                                                                                    | کد 60                                         | بدون سبقت سرعت را به ۶۰ کیلومتر بر ساعت (۳۷ مایل بر ساعت) برسانید. |                                                                   |                                                 |                                                                           |
|                                                                                    | قرمز و زرد                                    | Debris/fluid on track (Road courses only).                         | Debris/fluid on track (Road courses only).                        | Debris/fluid on track (Road courses only).      | Debris/fluid on track (Road courses only).                                |
|                                                                                    | آبی                                           | به خودرو های سریع‌تر اجازه بدهید شما را لپ کنند.                    | به خودرو های سریع‌تر اجازه بدهید شما را لپ کنند.                   | به خودرو های سریع‌تر اجازه بدهید شما را لپ کنند. | به خودرو های سریع‌تر اجازه بدهید شما را لپ کنند. خطر در پیست مشاهده میشود. |
|                                                                                    | سفید                                          | آهسته به جلو حرکت کنید/نفر اول از خط پایان عبور کرده است           | Wet race declared Riders can change bikes.                        | دور پایانی                                      | دور پایانی                                                                |
|                                                                                    | قرمز                                          | توقف کامل مرحله.                                                   | توقف کامل مرحله.                                                  | توقف کامل مرحله.                                | توقف کامل مرحله.                                                          |
|                                                                                    | قرمز                                          |                                                                    | اتمام تمرین/تعیین خط                                              |                                                 |                                                                           |
|                                                                                    | سیاه                                          |                                                                    |                                                                   |                                                 |                                                                           |
| رد صلاحیت خودرو:آرام به پیت بروید. مشکل مکانیکی:آرام به پیت بروید. رفتار غیر ورزشی | به پیت بروید. مشکل مکانیکی:آرام به پیت بروید. | به پیت بروید. رد صلاحیت                                            | به پیت بروید. رد صلاحیت                                           |                                                 |                                                                           |
|                                                                                    | شطرنجی                                        | پایان مرحله                                                        | پایان مرحله                                                       | پایان مرحله                                     | پایان مسابقه پایان مرحله مسابقه                                           |